# Gateway United FC
Gateway United Football Club is een Nigeriaanse voetbalclub uit de stad Abeokuta. De club werd opgericht in 1998.

## Bekende (ex-)spelers
- Rabiu Ibrahim
- Mobi Oparaku
- Rashidi Yekini